# Boleum asperum
Boleum es un género monotípico  de fanerógamas,  pertenecientes a la familia Brassicaceae. Su única especie: Boleum asperum Desv., es originaria de España.

## Descripción
Es una arbusto de 10-40 cm con tallos leñosos y ramificados en la base; las hojas son enteras, oblongo-lanceoladas, de 0'5-3 cm de longitud; las flores dispuestas en racimos paucifloros, con 5-10 flores con sépalos erectos y pétalos amarillo pálidos, con venas oscuras, de 1-1'5 cm con uña larga; el fruto en forma de silicua compuesto por dos piezas (artejos) articulados transversalmente, el superior, con forma de lengua, es estéril mientras que el inferior es elipsoidal y alberga dos semillas en lóculos separados. 
Como indica tanto el nombre común como el epíteto específico, ramas, hojas, sépalos y frutos son densamente híspidos con pelos simples, rígidos y, por tanto, la planta resulta muy áspera al tacto. Las hojas pueden perderse como respuesta al frío o al estrés hídrico.

## Distribución y hábitat
Es endémica de la Cuenca Media del río Ebro en España, Principalmente en la provincia de Zaragoza, donde se encuentra en laderas, taludes, escarpes o márgenes de cultivo formando parte del pasto-matorral Gipsófilo. Muchas veces indica ambientes algo ruderalizados por el hombre o el ganado, áridos y protegidos de los fuertes vientos que barren el fondo de la Depresión del Ebro. Es exclusiva de suelos con matriz calcárea con yesos más o menos abundantes y, a veces, algo salinos, a una altitud de 160	 - 470 metros.

## Taxonomía
El género fue descrito por el profesor de Botánica Nicaise Augustin Desvaux y publicado en Journal de Botanique, Appliquée à l'Agriculture, à la Pharmacie, à la Médecine et aux Arts 3: 163, en el año 1815. 
Citología
Números cromosomáticos de Boleum asperum  (Fam. Cruciferae) y táxones infraespecificos: 
2n=102.
Sinonimia
- Vella aspera Pers.
- Vella hispida Vahl ex DC.[6][5]

## Nombre común
- Castellano: asperillo.[5]